# Agastene
Nella mitologia greca,  Agastene  fu lo sposo di Peloride.

## Il mito
Agastene, fiero eroe greco originario dell'Elide, ebbe un figlio chiamato Polisseno, uno dei pretendenti alla mano della bella Elena. Quando la bella donna fu rapita dai troiani e si organizzò, dopo trattative andate in fumo, la guerra di Troia, molti accettarono di partire sia per scopi personali sia per scopi patriottici. Il figlio di Agastene partì alla volta di Troia con una flotta di 40 navi

### Interpretazione e realtà storica
Igino, nelle sue Fabulae, mostra un elenco dei pretendenti e delle navi che partirono per la guerra: il suo elenco differisce da quello degli altri autori, in primis da Omero, la fonte più nota sulla guerra di Troia.

### Fonti
- Igino, Fabulae 81,  97
- Omero, Iliade, II. 484, 759